# Beni Mellál repülőtér
A Beni Mellál repülőtér (franciául: Aéroport de Béni Mellal, arabul: مطار بني ملال) (IATA: BEM, ICAO: GMMD) egy nemzetközi repülőtér Marokkóban, Beni Mellal közelében. Éves utasforgalma 2 fő .

## Futópályák
A repülőtér futópályái:
- 05/23

## Légitársaságok és úticélok
| Légitársaság            | Célállomások |
| ----------------------- | ------------ |
| Royal Air Maroc Express | Casablanca   |

## Forgalom
Az utasforgalom az elmúlt években az alábbi módon változott:
| Utasok száma |      | 12 542 | 23 628 | 20 036 | 6598 | 3315 | 764  | 305  |      | 2    |
|              | 2013 | 2014   | 2015   | 2016   | 2017 | 2018 | 2019 | 2020 | 2021 | 2022 |